# Falses aparences
Falses aparences (títol original: The Whole Nine Yards) és una pel·lícula estatunidenca de Jonathan Lynn, estrenada el 2000. Ha estat doblada al català.

## Argument
Nicholas "Oz" Oseransky és un plàcid dentista de Montreal, la vida del qual gira cap al malson. Endeutat, tímid entre una esposa amargada, Sophie, i una sogra una mica més amable, està disposat a tot per retrobar la seva llibertat. Només té la seva ajudant al gabinet que sembla apreciar-lo. Només li falta desmaiar-se descobrint que el seu nou veí no és altre que Jimmy Tudeski, anomenat Jimmy la Tulipe, l'antic executor de la banda Gogolack, alliberat per haver lliurat el seu cap a la policia. Sophie obliga el seu marit a anar a denunciar Tudeski a Janni Gogolack. Aquest té com a ostatge la dona de l'assassí, del qual Oz s'enamora. Johnny Gogolack, descobrint el lloc de residència del seu antic guardaespatlles, arriba per carregar-se'l. Però Tudeski, aliat a l'ajudant d'Oz fascinada per l'assassí, l'espera segur. Oz, aterrit, els ha d'ajudar.

## Repartiment
- Bruce Willis: Jimmy Tudeski aliàs « Jimmy la Tulipe »
- Matthew Perry: Nicholas « Oz » Oseransky
- Rosanna Arquette: Sophie Oseransky
- Amanda Peet: Jill St. Clara
- Natasha Henstridge: Cynthia Tudeski
- Michael Clarke Duncan: Franklin Figeroa alias « Frankie Figs »
- Kevin Pollak: Jannie Gogolak

## Al voltant de la pel·lícula
- En els talls de premsa en relació amb la carrera de Jimmy Tudeski, es pot reconèixer fotos de Bruce Willis provenint dels seus antics films tals Die Hard 2, 12 Monkeys, El Chacal o encara L'últim home.
- L'any 2004, la continuació titulada The Whole Ten Yards ha estat dirigida per Howard Deutch amb el mateix quartet d'actors: Bruce Willis, Matthew Perry, Amanda Peet i Natasha Henstridge.

## Crítica
- "Comèdia poc original (...) Una poca-soltada amb moments graciosos. Argument poc original sense gaire sorpreses en el seu desenvolupament "[3]